# Evangelische Kirche Caßdorf

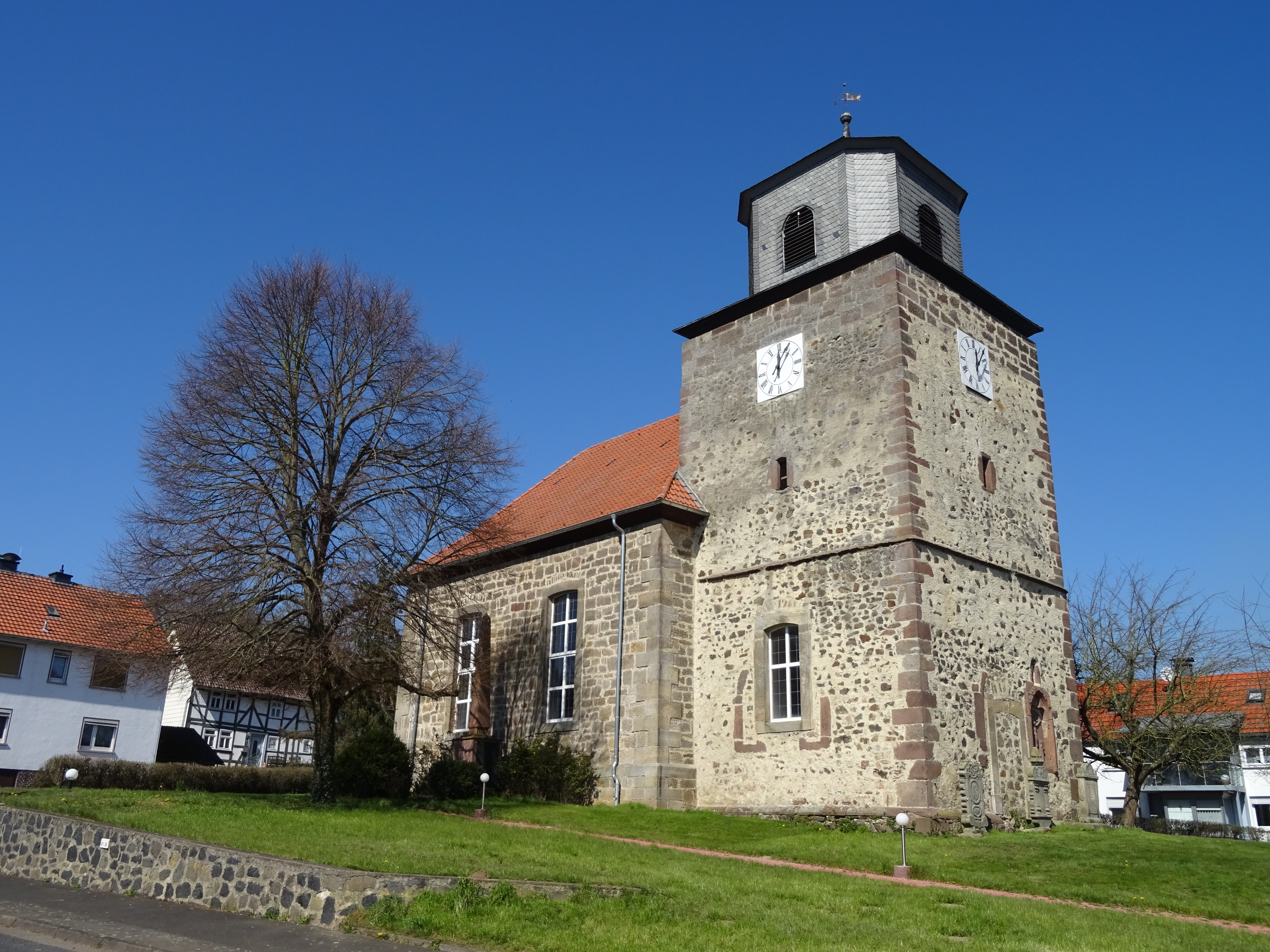
Evangelische Kirche Caßdorf

Die Evangelische Kirche Caßdorf ist ein denkmalgeschütztes Gebäude in Caßdorf, einem Stadtteil von Homberg im Schwalm-Eder-Kreis (Hessen). Die Kirchengemeinde HCaßdorf gehört zum Kirchenkreis Schwalm-Eder im Sprengel Marburg der Evangelischen Kirche von Kurhessen-Waldeck. Sie ist als Radwegekirche ausgewiesen.

## Beschreibung
Der mächtige Chorturm wurde in der Mitte des 14. Jahrhunderts errichtet. Der Helm wurde 1824 aufgesetzt. Im Innenraum ruhen die Kreuzrippengewölbe auf ornamentierten Konsolen. Ein heute wieder vermauertes Ostportal wurde 1756 eingebrochen. Das Schiff von 1767 ist als schlichter Saalbau ausgeführt. Die Empore und die Kanzel wurden im 18. Jahrhundert eingebaut. Das runde frühgotische Taufbecken mit spitzbogigen Dreipassblenden stammt aus der ersten Hälfte des 14. Jahrhunderts. Es existieren Reste der ursprünglichen Friedhofsummauerung.